# Бояново (Пермский край)
Бояново — деревня в Добрянском районе Пермского края. Входит в состав Перемского сельского поселения.

## Географическое положение
Деревня расположена в нижнем течении реки Исток, недалеко от места впадения её в реку Вильва, к юго-востоку от административного центра поселения, села Перемское. Ближайшая ж/д станция — Таборы, расположена примерно в 600 м к западу от деревни.

## Население
| 2010 |
| ---- |
| 6    |

## Топографические карты
- Лист карты O-40-42 Чёлва. Масштаб: 1 : 100 000. Состояние местности на 1982 год. Издание 1988 г.